# Kirtley F. Mather

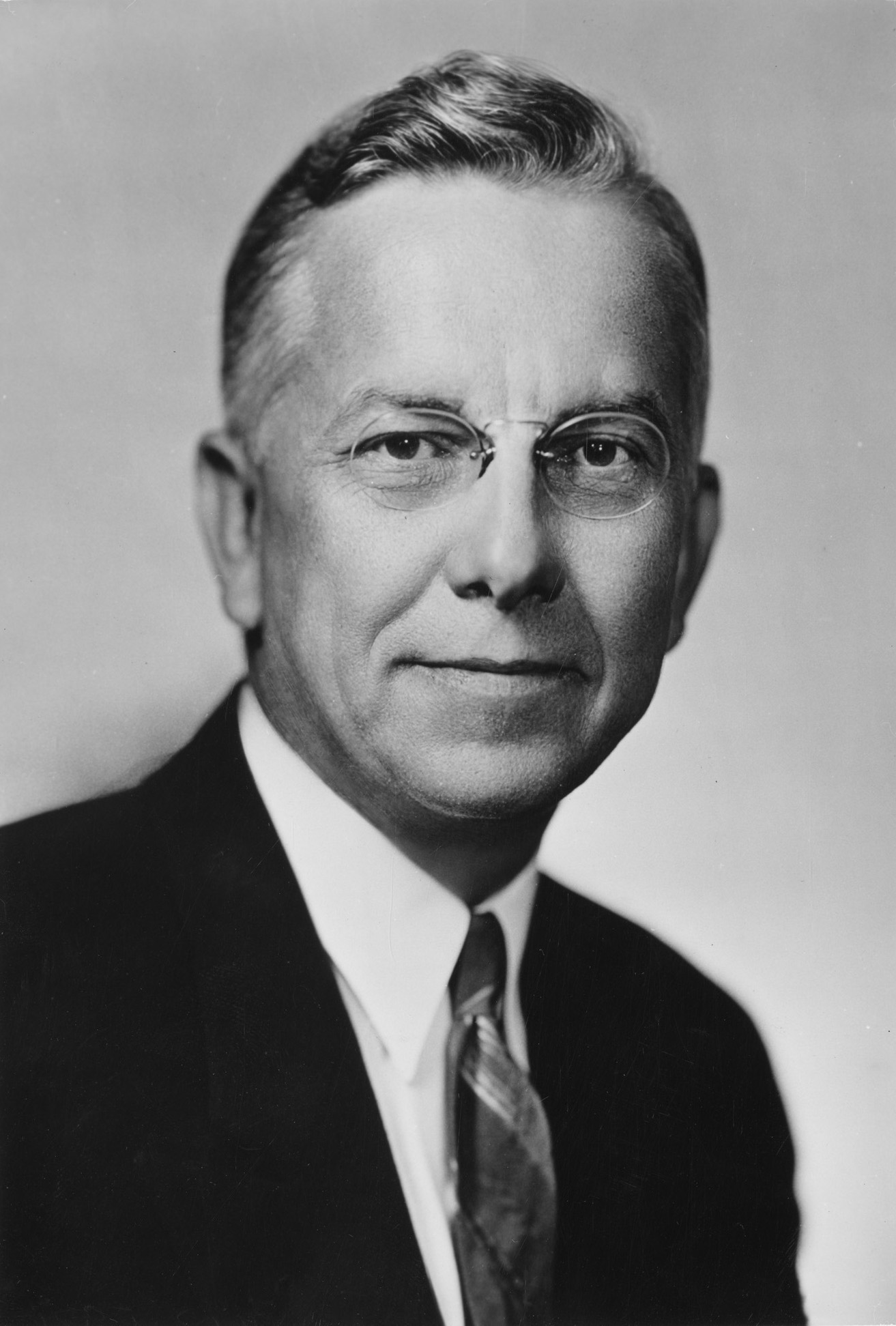
Kirtley F. Mather (1888–1978)

Kirtley Fletcher Mather (* 13. Februar 1888 in Chicago; † 5. Mai 1978 in Albuquerque) war ein US-amerikanischer Geologe und Fakultäts-Angehöriger der Harvard University. Mather war nicht nur – als Experte für Petrogeologie und Mineralogie – ein prominenter Wissenschaftler seiner Zeit, sondern auch bekannt als Advokat akademischer Freiheit, als sozialer Aktivist und Kritiker des McCarthyismus. Bemerkenswert sind zudem seine Bemühungen zur Harmonisierung des Dialogs zwischen Wissenschaft und Religion, seine Rolle im Scopes Monkey Trial (Affenprozess) von 1925, seine Unterstützung der Theorie der Erdkrustenverschiebung (ECD) von Charles H. Hapgood sowie seine engagierte Förderung von Bildungsprogrammen für Erwachsene.

## Kindheit und Jugend
Kirtley Mather war das zweite von sechs Kindern des William Green Mather (1855–1937) und der Julia Sabrina King (1860–1938). Sein Vater William war Sohn eines baptistischen Predigers, und auch andere Verwandte von Kirtley, wie Increase und Cotton Mather, waren bekannte puritanische Prediger aus Neuengland. Die religiöse Prägung seiner Familie wirkte sich schon in jungen Jahren auf die Ausbildung eines starken sozialen Bewusstseins bei ihm aus.
Mather wurde in Chicago, Illinois, geboren, wo er heranwuchs und 1904 an der South Chicago High School seinen Schulabschluss erlangte. Nach zwei ersten Studienjahren an der University of Chicago wechselte er zur baptistisch orientierten Denison University über, wo auch sein älterer Bruder studierte. Nachdem er dort 1909 graduiert hatte, kehrte er an die University of Chicago zurück, wo er 1915 zum Ph.D. promovierte.

## Wissenschaftliche Laufbahn
Als universitärer Wissenschaftler lagen Mathers Interessen und Kernkompetenzen auf den Gebieten der Petrogeologie und Mineralogie. Was den Bereich der Lehre betrifft, begann er bereits mit Vorlesungen an der University of Arkansas (1911–1914), während er noch an seiner Dissertation arbeitete. Nach Vervollständigung seiner Graduierungs-Studien hatte er Fakultäts-Positionen an der Queens University (1915–1918) und der Denison University (1918–1924) inne, bevor er 1924 eine dreißigjährige Lehrtätigkeit an der Harvard University begann. 1925 wurde er in die American Academy of Arts and Sciences gewählt. Während seiner Tätigkeit als Professor in Harvard fungierte Mather zeitweilig auch als Ordinarius (chairman) der Geologischen Fakultät. Neben seiner Lehrtätigkeit in Harvard war er von 1933 bis 1938 zudem auch Direktor der Harvard Summer School. Auch nach seiner Pensionierung im Jahr 1954 engagierte er sich weiter wissenschaftlich als freies Fakultätsmitglied an der University of New Mexico.
Mather war ein energischer Befürworter leicht zugänglicher Bildungsprogramme für Erwachsene. Obwohl er 30 Jahre lang mit einer Elite-Universität verbunden war, leitete ihn die Überzeugung, dass den Interessen der Demokratie mehr durch Erwachsenenbildung und Bildungsprogramme für alle Bürger gedient sei. In diesem Zusammenhang war Mather auch ein profilierter Unterstützer von Dorothy Hewitt und des von ihr gegründeten Boston Center for Adult Education.

### Mather und der „Affenprozess“
Einige Bekanntheit erlangte Mather bereits durch sein Engagement als Wissenschaftler im sogenannten „Affenprozess“ des Jahres 1925, in dem sich der Pädagoge John Thomas Scopes vor einem Gericht in Dayton, Tennessee dafür zu verantworten hatte, die Evolutionstheorie an einer öffentlichen Schule gelehrt zu haben. Bei diesem Prozess sagte Mather nicht nur zugunsten des Angeklagten aus, sondern er half Scopes’ Anwalt Clarence Darrow darüber hinaus auch bei der Vorbereitung seiner Befragung von William Jennings Bryan, der dem Staatsanwalt assistierte. Mathers Biograph, Kennard Baker Bork, hielt im Zusammenhang mit dessen Engagement bei diesem Prozess fest, dass der Geologe schon 1924 die Gefahren einer wörtlichen Bibelauslegung erkannt hatte, wie sie von Teilen der religiösen Rechten praktiziert wurde. Aufgebracht durch die Methoden und Behauptungen der Anti-Evolutionisten erklärte er, dass seine Liebe zur Religion ihn ebenso wie seine Hingabe an die Wissenschaft dazu gebracht habe, sich William Jennings Bryan und den Anklägern biologischer Evolution zu widersetzen.

### Mather und Charles H. Hapgoods „ECD“
In der zweiten Hälfte der 1950er Jahre begann Kirtley F. Mather sich intensiv mit der umstrittenen Theorie der Erdkrustenverschiebung (Earth crust displacement, ECD) von Charles Hapgood zu befassen, die er – auch wenn sie von einem „Nicht-Geologen“ stammte – fachlich als so interessant und diskussionswürdig erachtete, dass er sich schließlich bereit fand, mit einem Vorwort zu den britischen, spanischen und italienischen Erstausgaben von Hapgoods 1958 erschienenem Werk Earth's Shifting Crust (1968 auch in The Path of The Pole publiziert) beizutragen. Darin appellierte er angesichts einer erkennbaren Diskursverweigerung seitens des geologischen Mainstreams an seine Kollegenschaft: “Die zahlreichen ungelösten Probleme, auf welche Mr. Hapgood unsere Aufmerksamkeit lenkt, sollten zum Gegenstand intensivierter Debatten von Wissenschaftlern auf der ganzen Welt gemacht werden.”
Allerdings betrachtete Mather Hapgoods Modell keineswegs kritiklos, insbesondere, was dessen Überlegungen zu den Ursachen der vermuteten, globalen Bewegungen der Erdkruste infolge der Bildung hochmassiver glazialer Eisschilde im Bereich der nördlichen Hemisphäre betraf. Dieser Kritik von Mather und anderen Fachwissenschaftlern zollte Hapgood später Tribut, indem er feststellte: „Ihre Zweifel sind durch den Fortschritt erdgeschichtlicher Studien im vergangenen Jahrzehnt gerechtfertigt worden. Voranschreitende Kenntnisse zu den Bedingungen in der Erdkruste legen nun nahe, dass die Kräfte, die für Verschiebungen der Kruste verantwortlich sind, eher in einiger Tiefe innerhalb der Erde liegen als an ihrer Oberfläche.“

### Ehrenämter und Auszeichnungen
Aufgrund seiner Integrität und wissenschaftlichen Autorität wurde Mather wiederholt mit leitenden Funktionen diverser nationaler Berufsvereinigungen betraut. 1938 fungierte er als Leiter der Association of Summer Session Deans and Directors. 1951 wurde er Mitglied des Kuratoriums des Science Service, der späteren Society for Science & the Public. Des Weiteren diente er von 1948 bis 1956 als Ratspräsident der American Association for the Advancement of Science und der American Academy of Arts and Sciences (von 1957 bis 1961). Für seine wissenschaftlichen Leistungen im Bereich der Geologie wurde er 1965 mit der Cullum Geographical Medal ausgezeichnet. Ein Jahr zuvor, 1964, hatte er für sein Buch The Earth Beneath Us den Edison Award für das beste wissenschaftliche Buch für junge Menschen sowie den Buchpreis der Geographic Society of Chicago erhalten.

## Privatleben
Mather war vom 12. Juni 1912 bis zu ihrem Tod mit Marie Porter (1889–1971) verheiratet. Mit ihr hatte er drei Töchter, Florence Margaret (1916–2006), Julia Carolyn (1920–1986) und Jean Marie (* 1935). Am 31. Mai 1977 ehelichte er Muriel Speare Williams (1913–1996), mit der er für den Rest seines Lebens zusammenblieb. Nach seiner Emeritierung von der Universität Harvard im Jahr 1954 hatte er mit seiner ersten Frau zahlreiche Weltreisen unternommen und sich schließlich in Albuquerque, New Mexico niedergelassen, wo er bis zu seinem Tod im Alter von 90 Jahren residierte. Nach seinem Ableben im Jahr 1978 in Albuquerque fand er seine letzte Ruhestätte in Granville, Ohio.

## Publikationen
- 1922: Front Ranges of the Andes between Santa Cruz, Bolivia, and Embarcación, Argentina, Geological Society of America Bulletin, v. 33, p. 703–764.
- 1928: Old Mother Earth.
- 1928: Science in Search of God.
- 1930: Sons of the Earth.
- 1932: Physiography and Quaternary Geology of the San Juan Mountains, Colorado (with W.W. Atwood): U.S. Geology Survey, Professional Paper 166.
- 1934: Laboratory Manual of Physical and Historical Geology (with C.J. Roy).
- 1937: Adult Education: A Dynamic for Democracy (with Dorothy Hewitt), Appleton-Century, New York.
- 1939: A Source Book in Geology, 1400–1900 (edited with S.L. Mason), originally published by McGraw Hill, 1939, subsequently published by Harvard University Press, 1967, ISBN 0-674-82277-3.
- 1944: Enough and to Spare.
- 1949: Crusade for Life, The John Calvin McNair Lectures, University of North Carolina.
- 1950: A Laboratory Manual for Geology: I (with C.J. Roy and L.R. Thiesmeyer), Physical Geology.
- 1952: A Laboratory Manual for Geology, II (with C.J. Roy), Historical Geology.
- 1961: The World In Which We Live.
- 1964: The Earth Beneath Us, photos by Josef Muench, drawings by Howard Morris, Random House, ISBN 0-394-42291-0. Translated into French, German, Italian and Dutch; winner of the 1964 Thomas A. Edison Award and the 1964 Book Award of the Geographic Society of Chicago. A revised edition was published in 1975.
- 1967: A Source Book in Geology, 1900–1950, (editor), Harvard University Press, 1969, ISBN 0-674-82275-7.